# Cyphonotus testaceus
Cyphonotus testaceus is een keversoort uit de familie bladsprietkevers (Scarabaeidae). De wetenschappelijke naam van de soort is voor het eerst geldig gepubliceerd in 1781 door Pallas.